# Gavdos
Gavdos (Grieks: Γαύδος) is een Grieks eiland dat ongeveer 36 km ten zuiden van Kreta ligt. Dit eiland ligt in de Libische Zee en is sedert 2011 een Griekse gemeente in de bestuurlijke regio Kreta. Geografisch gezien is Gavdos het zuidelijkste punt van Europa. Vanuit politiek oogpunt is dit echter El Pinar de El Hierro, dat op de geografisch tot Afrika behorende Canarische Eilanden ligt.
De buurtschappen van Gavdos zijn: Ampelos (6 inwoners), Fokia (27), Gavdopoula (eiland) (3), Karave (16), Kastri (23) en Vatsiana (23).

## Algemeen
Het eiland telt 150 inwoners (census 2011), is 9 kilometer lang en 4,5 km breed. Het heeft geen zoetwaterbronnen en maakt voor de drinkwaterwinning gebruik van in cisternen opgevangen regenwater. Het hoogste punt op Gavdos is 345 meter boven zeeniveau. Er zijn maar weinig scheepsverbindingen met het eiland. Vanuit Paleochora en Chora Sfakion aan de zuidkust van Kreta worden bootdiensten onderhouden, vaak met stops in Loutro, Agia Roumeli en/of Sougia. Kastri is de hoofdplaats van het eiland, Karave de haven. Het enige postkantoor is te vinden in Kastri. Daar bevinden zich ook kaarttelefoons en een klein medisch centrum. Het politiekantoor bevindt zich in de haven. Bij de stranden Sarakiniko en Agiannis aan de noordkust verblijven de meeste toeristen.

## Historie
Archeologische vondsten hebben aangetoond dat Gavdos al 3000 jaar voor Christus bewoond werd. Het eiland is door de jaren heen vele malen van naam veranderd: het heeft Cauda, Clauda, Cavdos, Clavdos en Clavdi geheten. De Venetianen noemden het Gotzo, waarschijnlijk naar het Maltese eiland Gozo.
Het eiland wordt genoemd in het verslag van de reis in ca. 60 n. Chr. van de apostel Paulus (Nieuwe Testament, Handelingen 27:16), die begon in Caesarea en eindigde in Rome.
In de Byzantijnse tijd woonden er redelijk veel mensen op het eiland. In de Venetiaanse periode raakte het echter verlaten, waarna Gavdos een bolwerk van piraten werd.

## Landschap
Het eiland is met name begroeid met naald- en cederbomen. Enkele stranden zijn Potamos (noorden), Agios Ioannis (noordelijkste punt), Pyrgos (noorden), Sarakinikos (noordoosten), Tripiti (zuiden) en Korfos. Er lopen enkele kleine beken over het eiland maar deze staan 's zomers meestal droog.

## Grondwater
Men probeert op Gavdos wel grondwater aan te boren. In de zomer is bijvoorbeeld douchen niet altijd mogelijk.
Het eiland heeft ook geen eigen energiecentrale en energie wordt opgewekt met generatoren, die 's nachts meestal worden uitgezet.

## Bezienswaardigheid
- De stoel van Gavdos